# Амніоти
Амніо́ти (Amniota) — група класів хребетних тварин, у яких в процесі ембріонального розвитку утворюються зародкові оболонки — амніон, алантоїс і сероза.

## Таксономія
До амніотів належать три класи (за традиційними класифікаціями) наземних хребетних — плазуни, птахи, ссавці.
Дуже схематично їхні стосунки можна продемонструвати такою схемою:
- Синапсиди (Synapsida)
  - ссавці (Mammalia)
- Завропсиди (Sauropsida)
  - плазуни (Reptilia)
    - Черепахи (Testudines)
    - Лепідозаври (Lepidosauria)
      - Дзьобоголові (Sphenodontia)
      - Лускаті (Squamata)

    - Архозаври (Archosauria)
      - Крокодили (Crocodilia)
      - птахи (Aves)

## Біологічні особливості
На відміну від анамній, розвиток яких відбувається у воді, амніоти пристосовані до розвитку на суші. Відповідно, у них відсутня личинка (як вільно живуча життєва стадія) і замість неї формується ембріон. Формування ембріона забезпечується кількома особливостями, серед яких провідна роль належить внутрішньому заплідненню та формуванню (в яйці та навколо яйця) захисних зародкових оболонок. Завдяки цьому ембріон отримує можливість розвиватися у, ніби, штучному середовищі, з більш стабільними умовами, ніж за межами води. Все це є однією з форм турботи про нащадків і стало основою поширення амніот у віддалених від води середовищах існування. Крім того, на цій основі сформувалася така особливість частини амніот (зокрема, більшості ссавців), як живородіння.